# Adam Jerzy Czartoryski

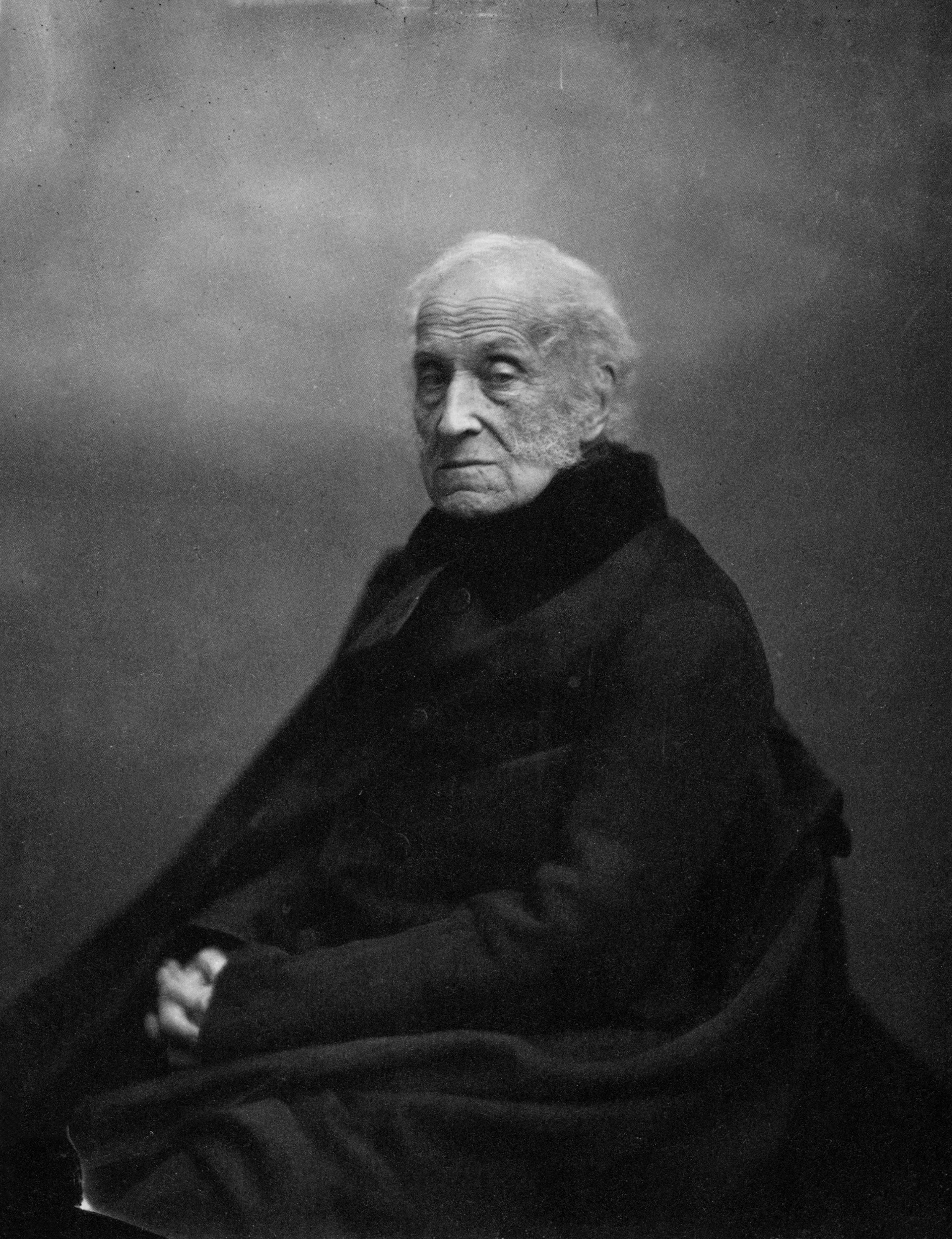
Adam Jerzy Czartoryski

Adam Jerzy Czartoryski, född 14 januari 1770, död 15 juli 1861, var en polsk furste och statsman. Han var son till Adam Kazimierz Czartoryski och Izabela Czartoryska samt far till Władysław Czartoryski. 
Czartoryski kämpade under Tadeusz Kościuszko i Kościuszko-upproret och fördes som polsk gisslan till Sankt Petersburg 1795. Där vann han Alexander I:s gunst och blev efter dennes tronbestigning kurator för universitetet i Vilna 1803 och generalinspektör för undervisningsväsendet i ryska Polen samma år samt slutligen utrikesminister 1804. 
Hans planer på att återupprätta Polen som en självständig, konstitutionellt i personalunion styrd stat tilltalade tsaren, men då de hotade att leda till konflikt med Preussen, avlägsnades Czartoryski från utrikesledningen 1807. Efter upprättandet av Kongresspolen 1815 fick han visserligen säte i dess senat men ej som han hoppats, ståthållarskapet. Detta i kombination med ryska övergrepp mot hans landsmän fick honom att 1823 nedlägga kuratelet och övriga ämbeten och dra sig tillbaka till sina gods. 
Vid revolutionsutbrottet 1830 blev Czartoryski president i den provisoriska regeringen och senare i januari 1831 i nationalregeringen. Sedan denna i augusti störtats av ett ytterlighetsparti och Jan Krukowiecki blivit diktator, inträdde Czartoryski som menig soldat i frihetshären. Efter resningens kuvande måste han, undantagen från "generalamnestin", fly till utlandet. En del av sin förmögenhet hade han offrat på upproret, medan hans polska egendomar konfiskerades. 
Han hade dock kvar sina gods i det österrikiska Galizien och därmed betydande inkomster, som gjorde det möjligt för honom att i Paris bli de landsflyktiga aristokraternas beskyddare och ledare. Hans försök att till Polens förmån utnyttja de liberala strömningarna i Västeuropa misslyckades dock.